# Mihai Pătrașcu (informatician)
Mihai Pătrașcu (17 iulie 1982, Craiova - 5 iunie 2012, New York) a fost un cercetător în informatică teoretică, care și-a desfășurat ultima parte a activității la Massachusetts Institute of Technology în Boston, Massachusetts.
Ca membru al echipei României, a obținut numeroase medalii la diverse olimpiade internaționale de informatică. Este în continuare concurentul român cu cele mai multe medalii la Olimpiada Internațională de Informatică și printre primii 20 de pe glob. A încetat din viață la New York, pe data de 5 iunie 2012, la vârsta de 29 de ani, după aproape un an și jumătate de luptă cu cancerul.
A fost absolvent al Șc. Nr. 24 „Sf. Gheorghe“, al CN „Carol I“ Craiova și Massachusetts Institute of Technology (MIT), SUA. Cu lucrarea de doctorat a obținut premiul pentru cea mai bună teză de la MIT.
A fost câștigătorul a numeroase premii la matematică, fizică, engleză, excelând în informatică, unde a obținut la nivel național de nouă ori premiul I și șapte medalii la fazele internaționale: patru de aur și trei de argint. Aceste rezultate îl situează în primii 20 de medaliați în lume și pe primul loc în România (Wikipedia).
A propus probleme pentru olimpiadele de informatică fazele naționale, balcanice, europene și internaționale, fiind membru în comitetele științifice. A fost membru ales al Comitetului Științific al Olimpiadei Internaționale de Informatică, președintele Comitetului științific al Balcaniadei de Informatică (2011) și al Olimpiadei Europene de Informatică (2009).
A desfășurat activitate de predare la MIT, Berkeley, Copenhaga etc. și a susținut numeroase conferințe la universități de prestigiu din lume.
În domeniul cercetării (MIT, IBM, MADALGO și din 2009 la AT&T) are multiple lucrări în informatică teoretică, citate pe plan mondial de 480 de ori (Google Scholar Citations) și a obținut multe premii, dintre care:
- premiul pentru cel mai bun student în cercetare din SUA și Canada, 2005
- premiul pentru cea mai bună lucrare la Conferința ICALP, 2005
- premiul pentru cea mai bună lucrare la FOCS, 2008
- premiul Presburger în 2012 (acordat de Asociația Europeană de Informatică Teoretică) „pentru revoluționarea domeniului de structuri de date în care nu se înregistraseră progrese în ultimul deceniu“.
Comunitatea informatică, șocată de dispariția prematură a lui Mihai Pătrașcu și „ca semn de adâncă recunoștință pentru impactul enorm pe care Mihai l-a avut în cadrul comunității de olimpici în informatică“, prin Infoarena a inițiat în 9 iunie 2012, pe perioada a 156 de ore, concursul „Remember Mihai Pătrașcu“ cu probleme compuse de acesta.